# Alex Simu

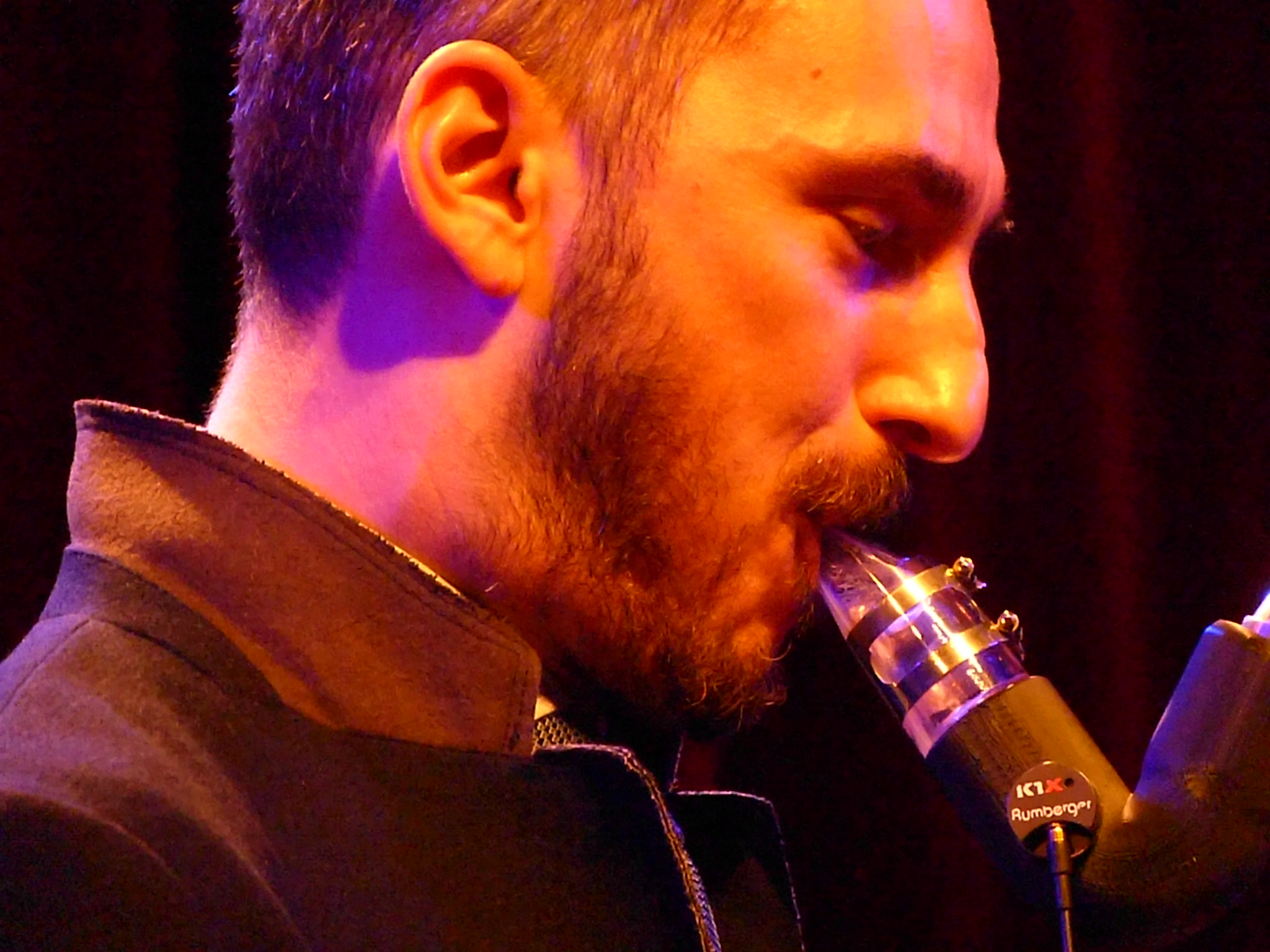
Alex Simu (2020)

Alexandru Florin „Alex“ Simu (* 20. September 1981 in Bukarest) ist ein rumänischer Jazzmusiker (Klarinetten, Sopran-, Alt-, Tenor- und Baritonsaxophon, Komposition).

## Leben und Wirken
Simu, der seit 1999 Jazz und Weltmusik spielte und bereits in seiner Heimat als Studiomusiker tätig war, zog mit 22 Jahren in die Niederlande, wo er am Prins Claus Conservatorium in Groningen sein Bachelorstudium abschloss. 2009 absolvierte er den Masterstudiengang Jazz-Saxophon am Conservatorium van Amsterdam nach einem Auslandsjahr an der Manhattan School of Music in New York.
2009 war Simu Mitglied des European Jazz Orchestra unter Leitung von Peter Herbolzheimer. Gemeinsam mit Franz von Chossy und Sjahin During gründete er 2010 die World-Jazz-Band Arifa. Deren Debütalbum Beyond Babylon erschien im selben Jahr, gefolgt von Anatolian Alchemy 2012; beide Alben wurden in den Niederlanden als „beste Weltmusik-Veröffentlichung des Jahres“ ausgezeichnet und in verschiedenen Fachzeitschriften mit 5 Sternen bewertet. 2019 veröffentlichte er mit seinem eigenen Quintett sein Debütalbum unter eigenem Namen, Echoes of Bucharest, das er auch international vorstellte; dessen Originalkompositionen beruhen großteils auf folkloristischen Themen von George Enescu und Dimitrie Cantemir. Im selben Jahr erschien bei Sunnyside Communications das Duoalbum Free Fall, das er mit dem rumänischen Pianisten Lucian Ban in Reminiszenz an Jimmy Giuffre einspielte. Zudem war er an Simin Tanders Album Where Water Travels Home beteiligt.
Simu ist seit 2015 als Hauptfachlehrer an der Codarts Hogeschool voor de Kunsten in Rotterdam in den Bereichen Jazz und Weltmusik tätig.

## Preise und Auszeichnungen
Simu wurde 2008 mit dem ersten Preis des Utrecht Holland Casino Jazz Contest ausgezeichnet. Im selben Jahr gewann er den ersten Preis des niederländischen Jazzwettbewerbs beim North Sea Jazz Festival. 2009 wurde er mit dem EBU-Jazzstipendium ausgezeichnet. 2016 wurde er für seine Filmmusik für den Film Beyond Sleep (von Boudewijn Koole) mit dem niederländischen Filmpreis Gouden Kalf in der Kategorie „beste Filmmusik“ ausgezeichnet.

## Diskographie (Auswahl)
- Lucian Ban & Alex Simu: Free Fall (Sunnyside Records 2019)
- Alex Simu Quintet: Echoes of Bucharest (Berthold Records 2019, mit Franz von Chossy (Klavier), George Dumitriu (Viola, Gitarre), Jörg Brinkmann (Cello), Kristijan Krajnčan (Cello, Drums))